# Julián Grajales
Julián Grajales (19 de junio de 1828, Villa de Chiapa, México - 17 de noviembre de 1894, Chiapa de Corzo, México) fue un militar mexicano con rango de general, partícipe de la Segunda intervención francesa en México en favor del bando republicano. 

## Biografía
Julián Grajales Castillejos nació el 19 de junio de 1828 en Villa de Chiapa, Chiapas, México. Fue hijo de Mariano Grajales y de Zaragoza Castillejos. Se enlistó en el ejército mexicano y fue partícipe de la Segunda intervención francesa en favor del bando republicano. Participó de la Batalla de Chiapa de Corzo de 1863 y de la Toma de San Juan Bautista de 1864, actual Villahermosa, bajo el mando de Ángel Albino Corzo.
Después de la guerra se dedicó a la política, incursionando como diputado del estado. Igualmente se dedicó a la fundación de asentamientos agrícolas en el estado, entre ellos Nueva Palestina y Villaflores. Falleció el 17 de noviembre de 1894 en Chiapa de Corzo a causa de hidropesía. Fue enterrado en el Plaza Ángel Albino Corzo de la ciudad de Chiapa de Corzo.